# わらふく (フリーペーパー)
わらふくは北海道札幌市で発行されていた、月刊フリーペーパーである。
2011年4月に創刊(毎月10日発行)。発行人は清野儒仁、発行元は札幌市中央区に本社を置く、株式会社ノースムーンである。発行部数は公称15万部。誌名の由来は「笑う門には福来る」からの造語。

## 概要
60歳以上をメインターゲットと位置付け、心身共に豊かな毎日を送るためのナビゲーションマガジン。
内容は記事部分と一般的な広告、さらに割引クーポンなどで構成されている。
2013年3月号をもって休刊。